# Tössbo tingslag
Tössbo tingslag var mellan 1680 och 1947 ett tingslag i Älvsborgs län i Tössbo och Vedbo domsaga. Tingsplatsen var i Åmål.
Tingslaget omfattade Tössbo härad.
Tingslaget 1680 och upplöstes 31 december 1947 då verksamheten överfördes till Tössbo och Vedbo tingslag.